# لئون ژومو
لئون ژومو (انگلیسی: Léon Jomaux; ۸ مارس ۱۹۲۲ – ۱۵ مارس ۱۹۸۰) دوچرخه‌سوار اهل بلژیک بود.